# Pezizella parasitica
Pezizella parasitica är en lavart som beskrevs av Velen. 1939. Pezizella parasitica ingår i släktet Pezizella och familjen Hyaloscyphaceae.   Inga underarter finns listade i Catalogue of Life.